# مات كونستنت
مات كونستنت (بالإنجليزية: Matt Constant)‏ هو لاعب كرة قدم أمريكي وكندي في مركز الدفاع، ولد في 17 أغسطس 1998 في إيرفينغ في الولايات المتحدة. لعب مع New Mexico Lobos men's soccer ‏.

## وصلات خارجية
- مات كونستنت على موقع الدوري الأمريكي (الإنجليزية)
- مات كونستنت على موقع قاعدة بيانات كرة القدم.إي يو (الإنجليزية)